# ドイツ時間
ドイツ時間（ドイツじかん）ではドイツの標準時について記す。ドイツでは標準時に中央ヨーロッパ時間（ドイツ語: Mitteleuropäische Zeit，MET、UTC+1）が、夏時間に中央ヨーロッパ夏時間（ドイツ語: Mitteleuropäische Sommerzeit，MESZ、UTC+2）が使用されている。夏時間は、3月の最後日曜日（02:00 CET）から10月の最後日曜日（03:00 CEST）まで実施されている。

## IANA time zone database
tz databaseには、ドイツのEurope/BerlinとEurope/Busingenの2つの時間帯が含まれているが、1945年にはトライゾーン内でははベルリンで使用されていた二段階夏時間を実施しなかった。ドイツは、tz databaseに１つの国として記録されていたが、tz databaseが正しい情報を記録し始めた日である1970年のUNIXエポックタイムの開始後であっても、東ドイツと西ドイツに政治的に分断されていた。tz databaseは、ISO 3166-1 alpha-2国別コードごとに少なくとも1つのゾーンを含めることを目指していた。このリストは、1990年のドイツ再統一以後である1997年に初めて発行された。したがって、統一ドイツだけがリストされている。
Europe/Busingenは、1970年のUNIXエポックタイム以来、スイス内のドイツの飛地であるビュージンゲンがチューリッヒと同じ時間帯であったため、tz databaseの2013年A版のリリースで作成された。ビュージンゲンは1980年は夏時間をドイツの他の地域と同様に実施しなかったが、スイスが夏時間を採用した1981年は実施した。
tz databaseのzone.tabにおけるドイツの標準時のデータ。 *の付いたカラムは、zone.tab.のデータを含んでいる。
| 国 | 座標        | TZ*             | 解説           | 協定世界時との差 | 夏時間 | 備考                                  |
| -- | ----------- | --------------- | -------------- | ---------------- | ------ | ------------------------------------- |
| DE | +5230+01322 | Europe/Berlin   | ベルリン時間   | +01:00           | +02:00 |                                       |
| DE | +4742+00841 | Europe/Busingen | ビュージンゲン | +01:00           | +02:00 | Europe/Zurich（スイス時間）へのリンク |

## 歴史
夏時間は第一次世界大戦中の1916年から1918年にかけて、ドイツ帝国によって初めて導入された。1918年11月のワイマール共和国の宣言と戦争の終結後に夏時間は実施されなくなった。その後数回にわたって導入され、廃止された。1996年に夏時間の終了を10月の最後日曜日に変更したDirective 2000/84/ECによって、夏時間がヨーロッパ連合全体で統合された。
1980年に、ビュージンゲンはスイスと同じ時間帯を維持するために夏時間を実施しなかった。